# Svartnäbbad slidnäbb
Svartnäbbad slidnäbb (Chionis minor) är en fågel i familjen slidnäbbar inom ordningen vadarfåglar.

## Utbredning och systematik
Svartnäbbad slidnäbb häckar på subantarktiska öar och på den Antarktiska halvön. Den delas in i fyra underarter med följande utbredning:
- C. m. marionensis – ön Marion och Prins Edwardöarna
- C. m. crozettensis – Crozetöarna
- C. m. minor – Kerguelen
- C. m. nasicornis – Heard- och McDonaldöarna

## Utseende och anatomi
Svartnäbbad slidnäbb har en satt kroppsform och påminner om en duva. Den har inte simfötter och en rudimentär sporre på tarsen. Den har svart bar huden runt ögat, gultorange orbitalring, och vaxhuden runt den svarta näbben har valkiga utväxter. På ovansidan den grova näbben finns en hornartad platta vilket gett familjen dess namn. Den har helvit fjäderdräkt och ett tjockt lager dun. Vanligtvis befinner de sig stående och gående på land och de flyger bara vid fara eller när de flyttar. I flykten påminner de om en duva.

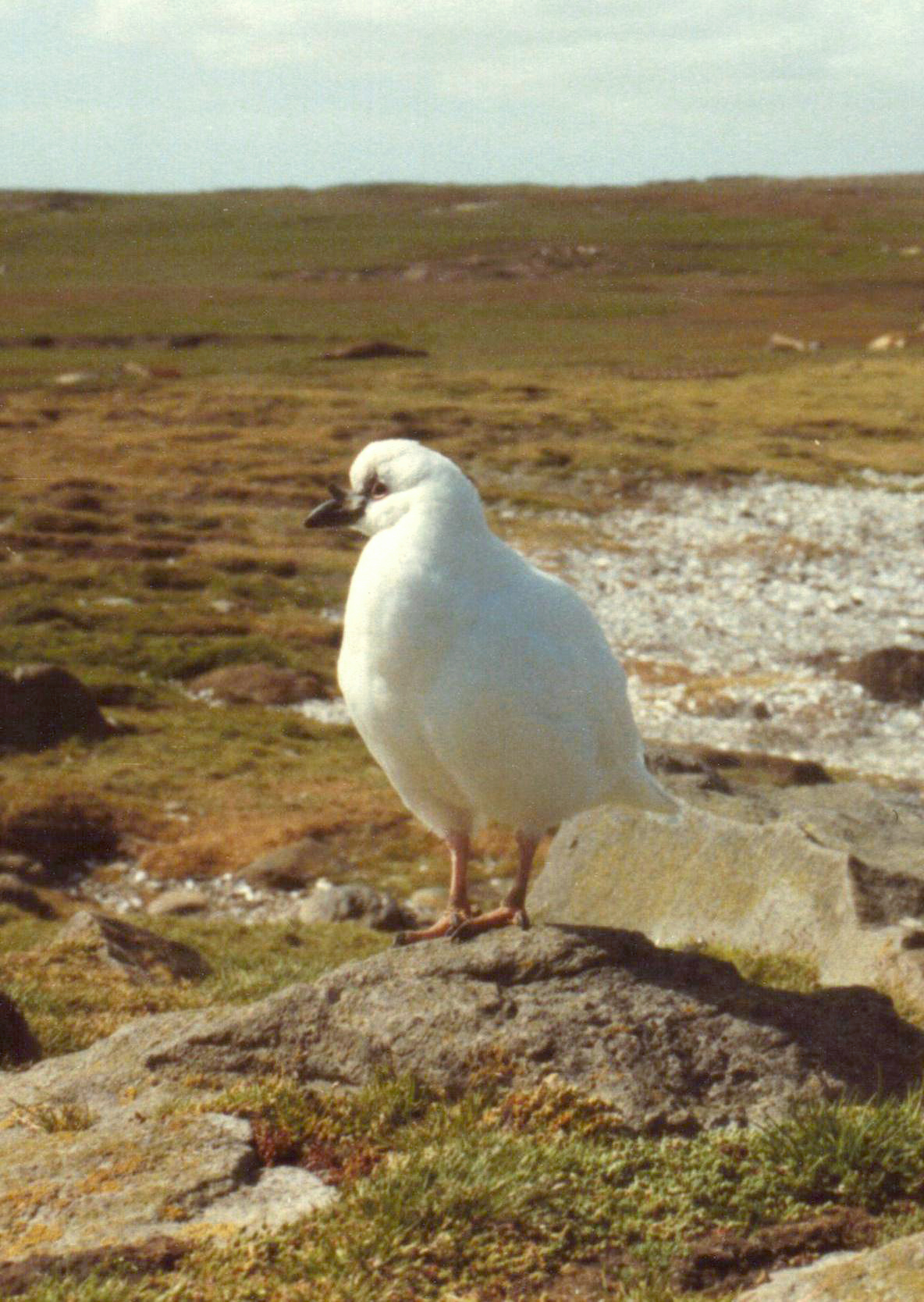
Fotograferad på Kerguelen
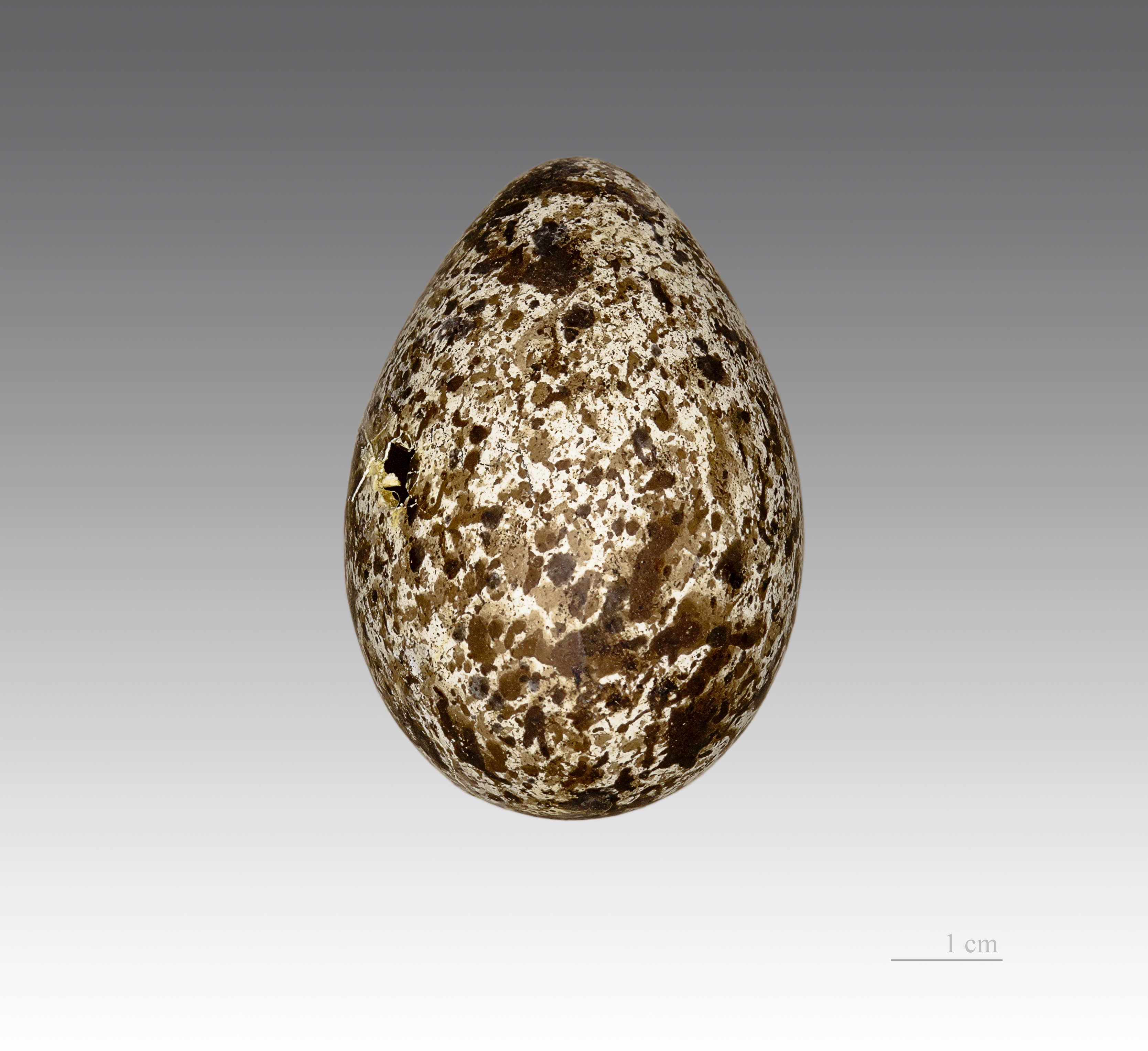
Ägg
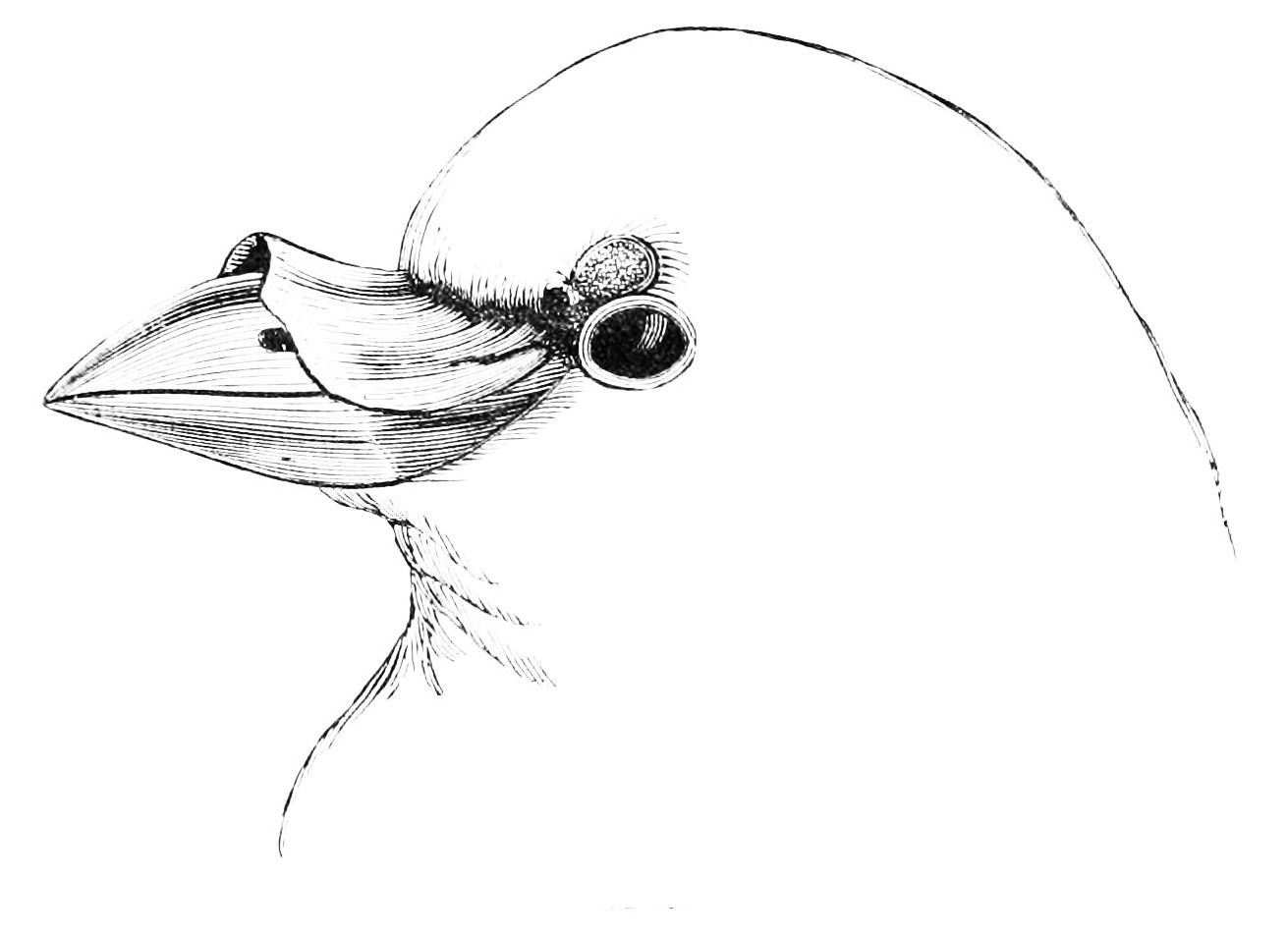
Illustration av näbben

## Status och hot
Arten har ett stort utbredningsområde och en stor population, men tros minska i antal, dock inte tillräckligt kraftigt för att den ska betraktas som hotad. Internationella naturvårdsunionen IUCN kategoriserar därför arten som livskraftig (LC). Världspopulationen uppskattas till 13 000–20 000 individer. Orsaken till tillbakagången tros finna i predation av invasiva arter.